# 約翰·霍普克洛夫特
約翰·愛德華·霍普克洛夫特（英語：John Edward Hopcroft，1939年10月7日—），生於美國華盛頓州西雅圖市，理論計算機科學家，為1986年圖靈獎得主。在形式語言，計算理論及数据结构領域中，由他寫作的教科書，被認為是經典著作。

## 生平
1962年在斯坦福大學取得碩士學位，1964年取得博士。畢業後曾在普林斯顿大学任教，之後轉往康乃爾大學。
1986年與罗伯特·塔扬共同獲得圖靈獎。

## 獲獎
- 1986年：圖靈獎
- 1989年：美國國家工程院院士
- 1994年：ACM會士
- 2005年：哈里·H·古德紀念獎
- 2008年：卡爾·卡爾斯特羅姆傑出教育家獎
- 2010年：IEEE 約翰馮諾依曼獎
- 2017年：中國科學院院士